# Poule d'Augsbourg

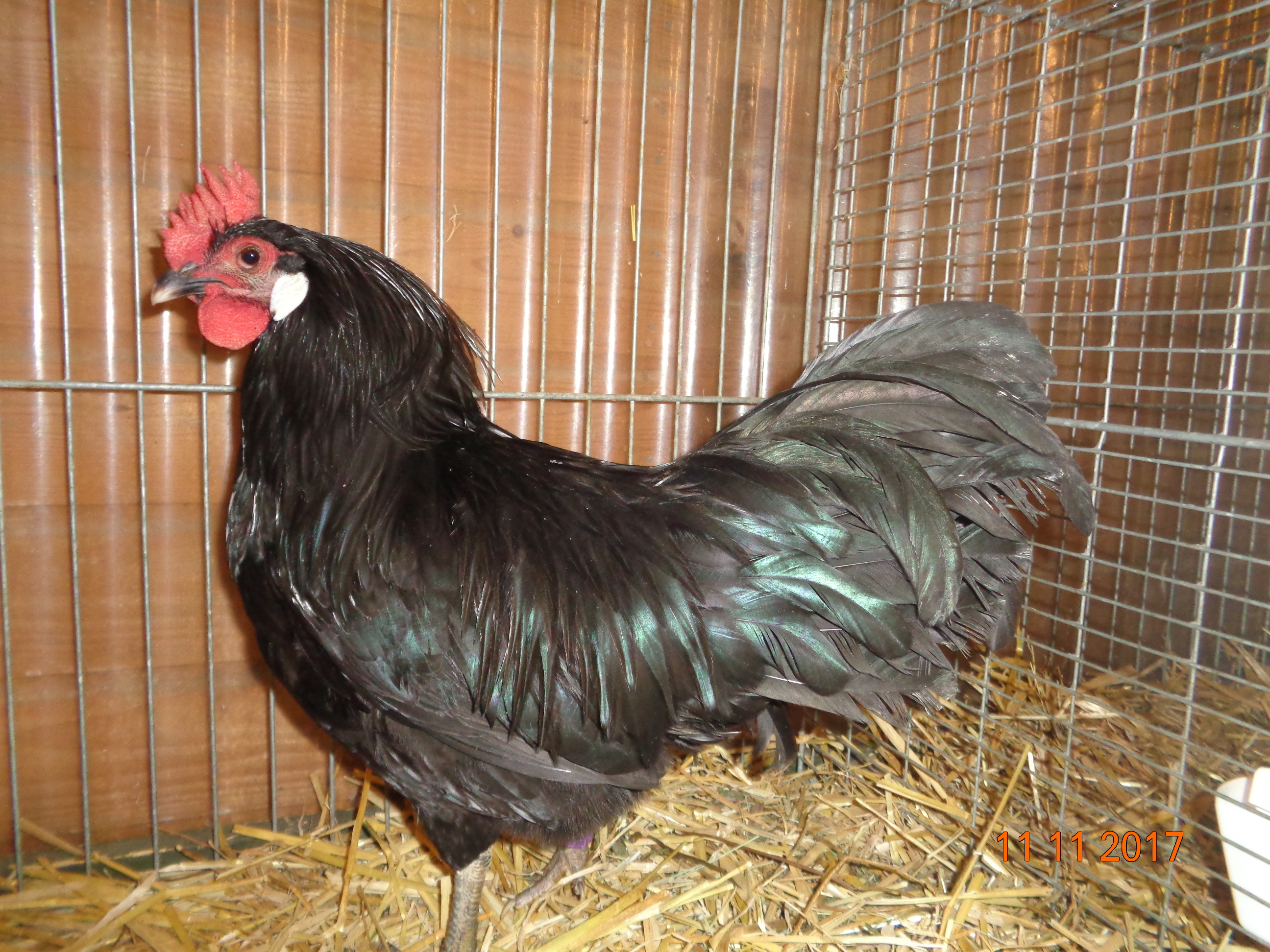
Jeune coq d'Augsbourg noir.

L'augsbourg (Augsburger, en allemand) est une race de poule domestique allemande. Elle est classée en danger extrême d'extinction en Allemagne.

## Description
C'est une volaille de type fermier de taille moyenne, bien fournie et allongée. La particularité de cette race est sa crête en forme de couronne ou en gobelet.

### Origine
La poule d'Augsbourg est originaire d'Allemagne où elle est élevée depuis 1870 dans les environs  d'Augsbourg, ainsi qu'en Forêt-Noire. Elle est issue de croisements entre Poule de La Flèche, Poule de Saxe, Poule du Rhin et Minorque.
La naine est originaire d'Allemagne, sélectionnée vers 1970 dans les alentours d'Augsbourg.

### Standard
- Couleur des tarses : gris ardoisé.
- Oreillons : blanc pur.
- Couleur des yeux : brun foncé.
- Crête : en gobelet ou en couronne.
- Couleur de la peau : blanche.

grande race
- Masses idéale : coq : 2,3 à 3 kg ; poule : 2 à 2,5 kg.
- Variétés de plumage : noir, bleu liseré.
- Œufs à couver : min. 58 g, coquille : blanche.
- Diamètre des bagues : coq : 18 mm ; poule : 16 mm.

naine
- Masses idéale : coq : 900 g, poule : 800 g.
- Variété de plumage : uniquement en noir.
- Œufs à couver : max. 38 g, coquille : blanche.
- Diamètre des bagues : coq : 13 mm, poule : 11 mm.

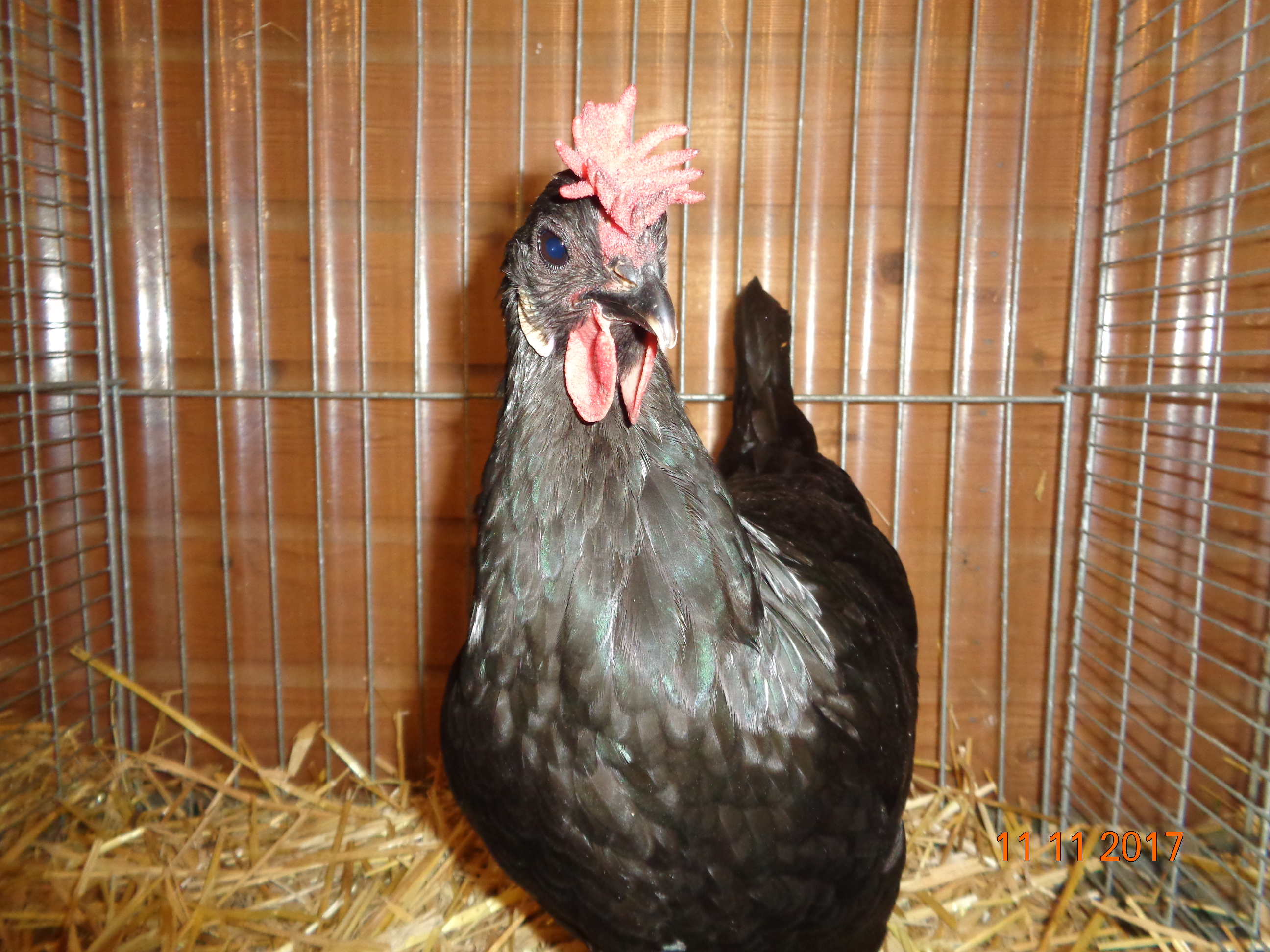
Poule d'Augsbourg noire
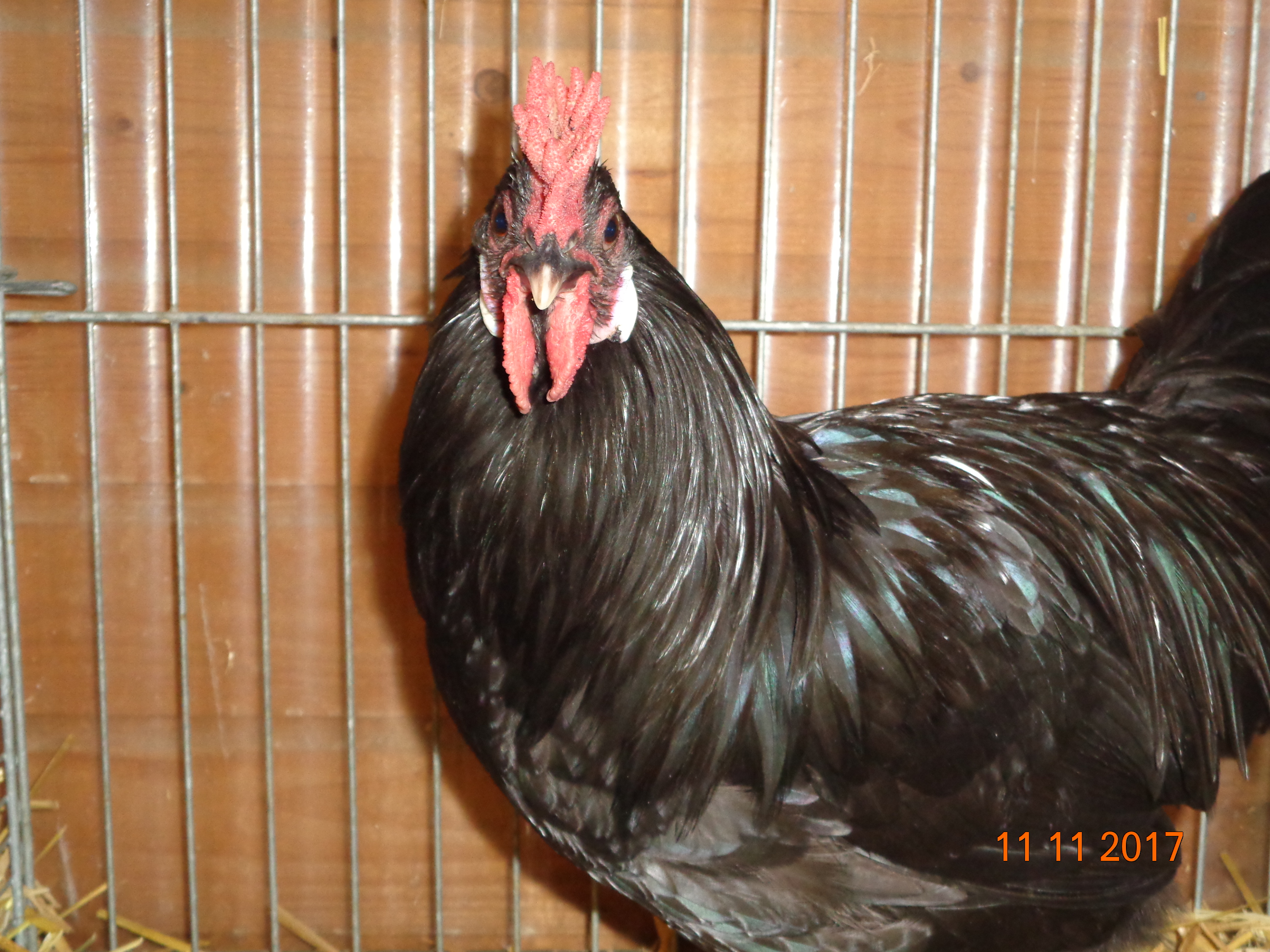
.Coq Augsbourg noir.

## Sources
- Le Standard officiel des volailles (Poules, oies, dindons, canards et pintades), édité par la SCAF.